# Llista de peixos de les illes Fèroe

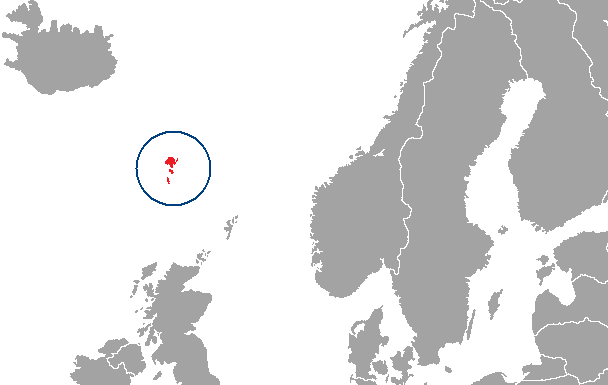
Localització de les illes Fèroe a l'Atlàntic Nord

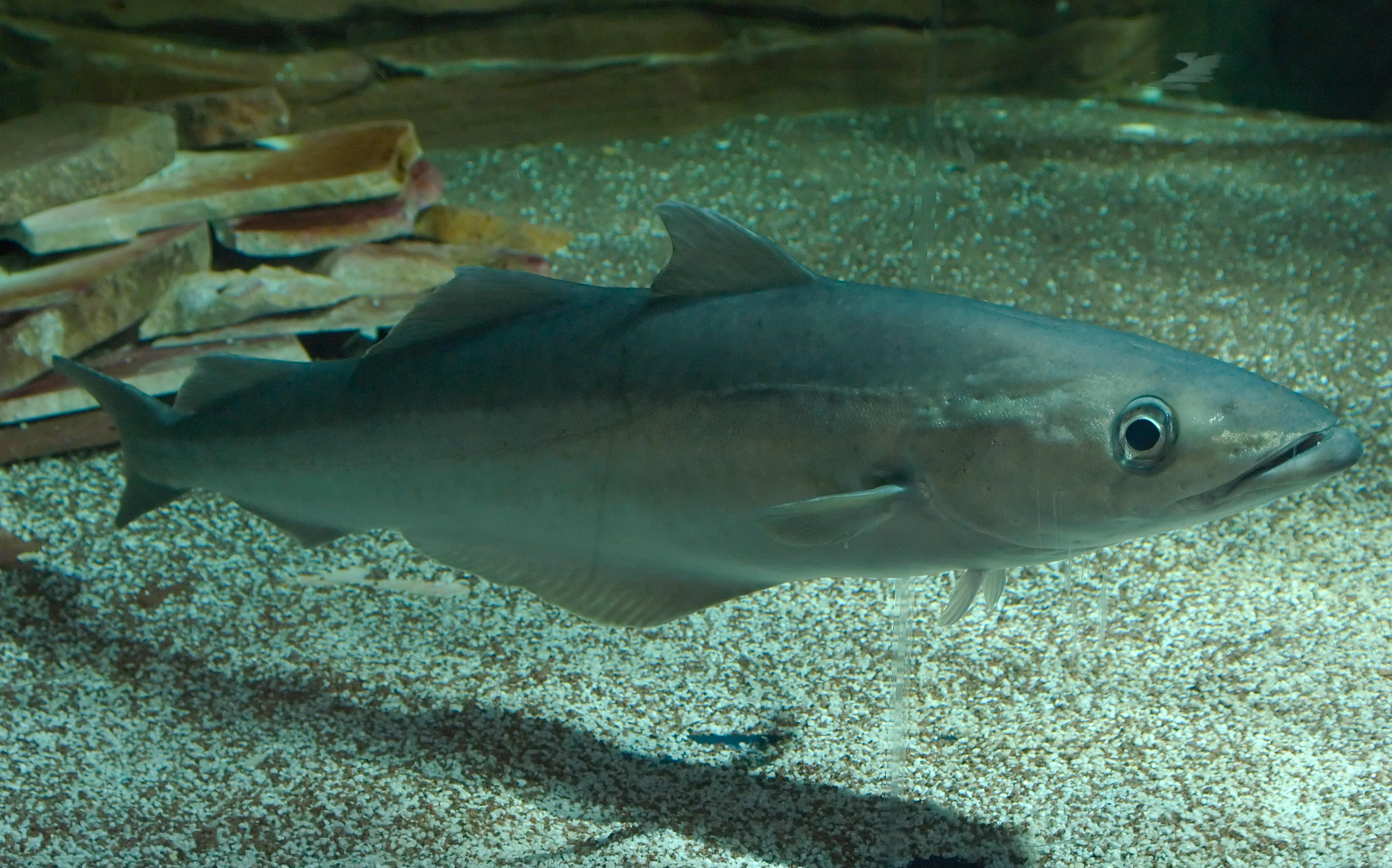
Abadejo (Pollachius pollachius)

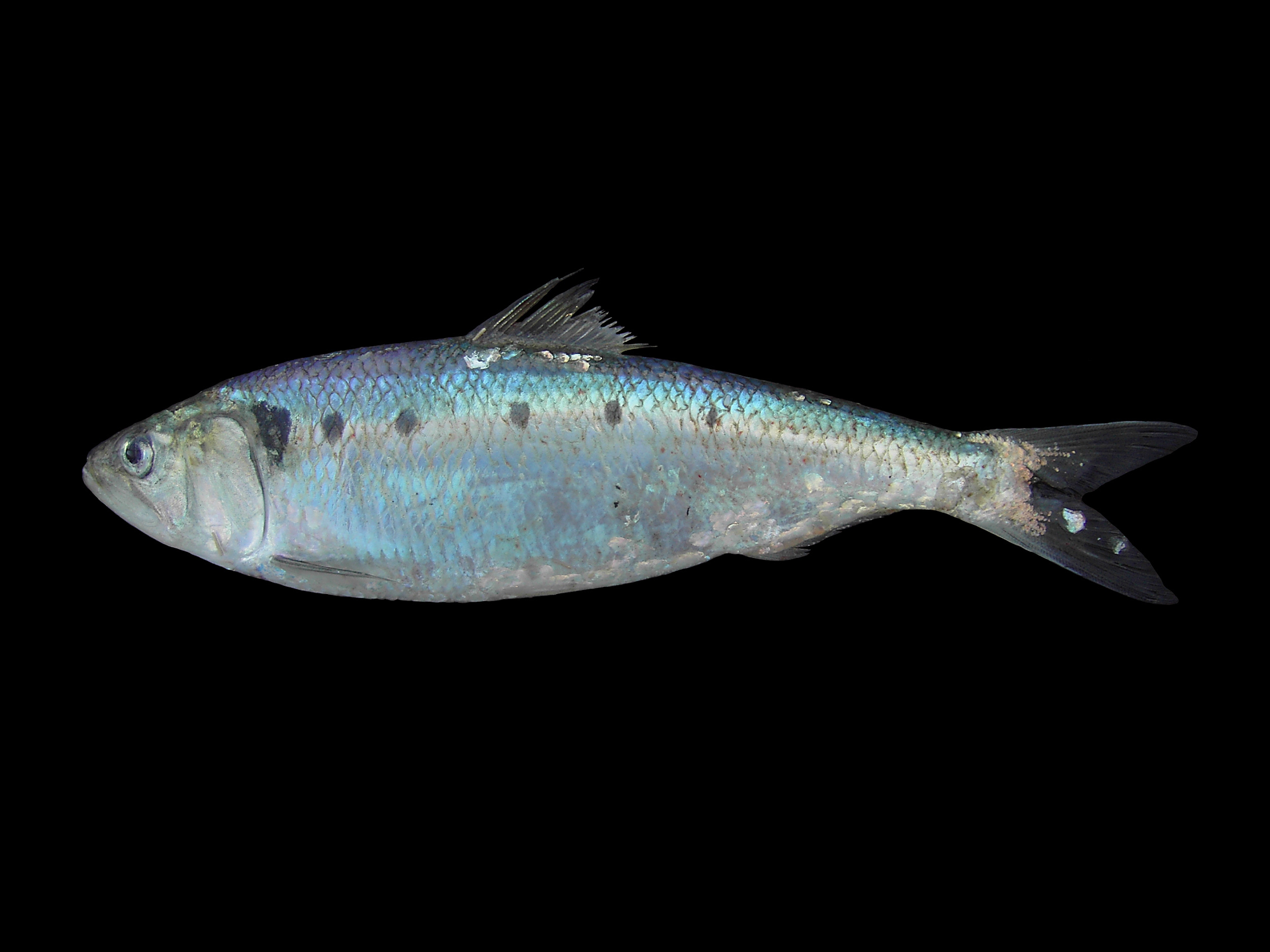
Alosa fallax

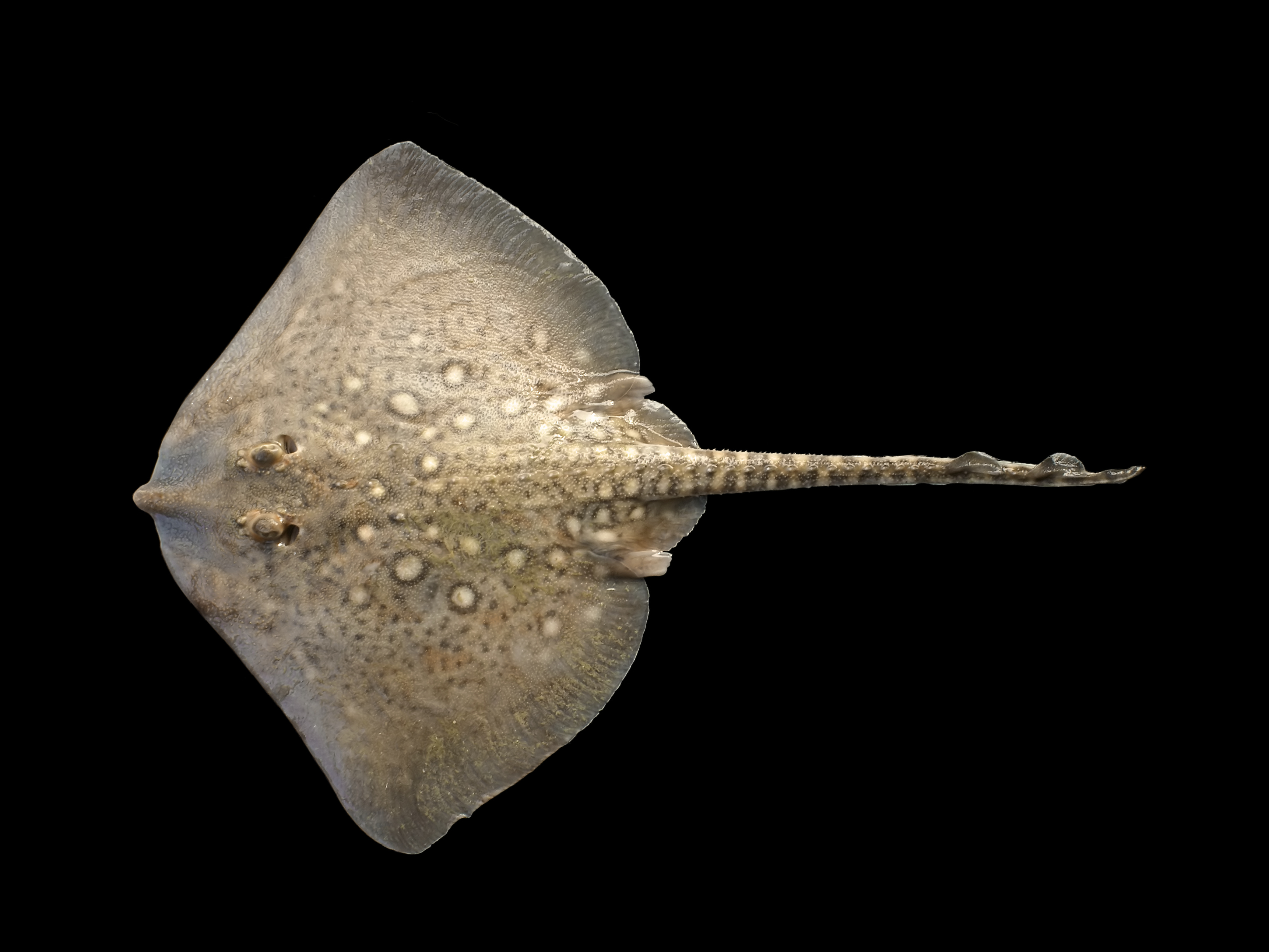
Clavellada (Raja clavata)

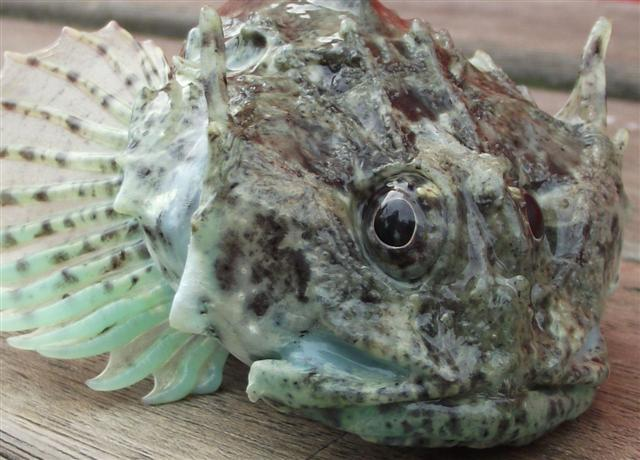
Escorpí de mar d'espines llargues (Taurulus bubalis)

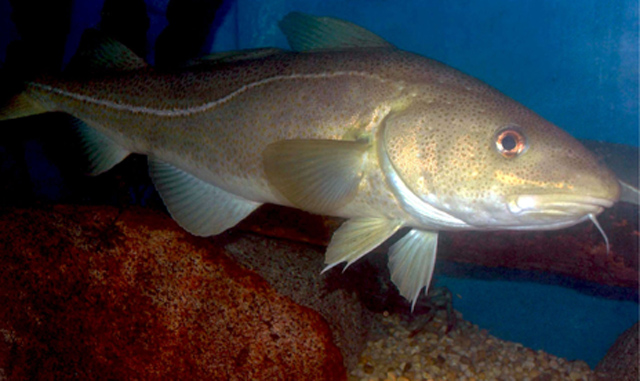
Bacallà de l'Atlàntic (Gadus morhua)

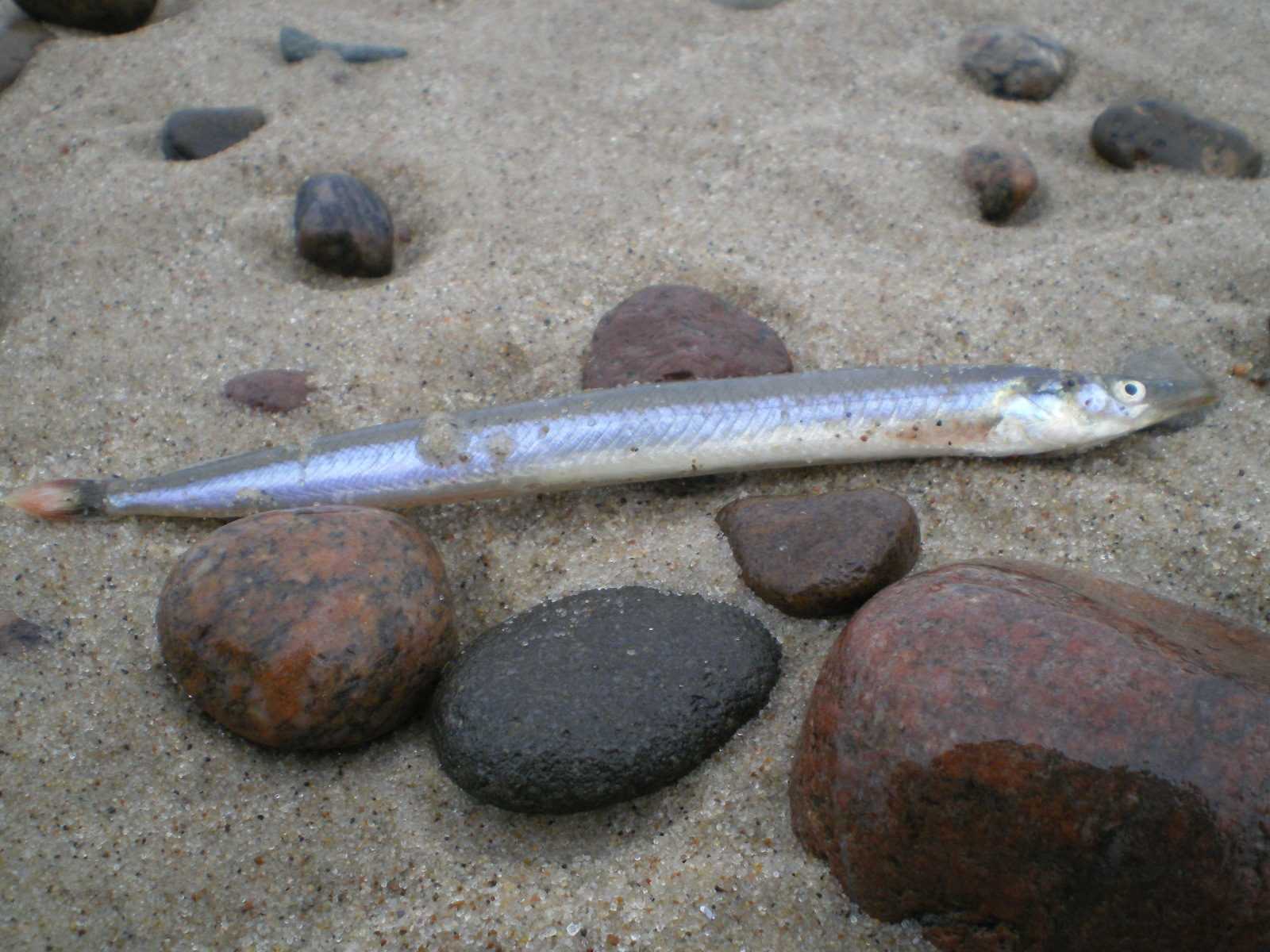
Trencavits (Ammodytes tobianus)

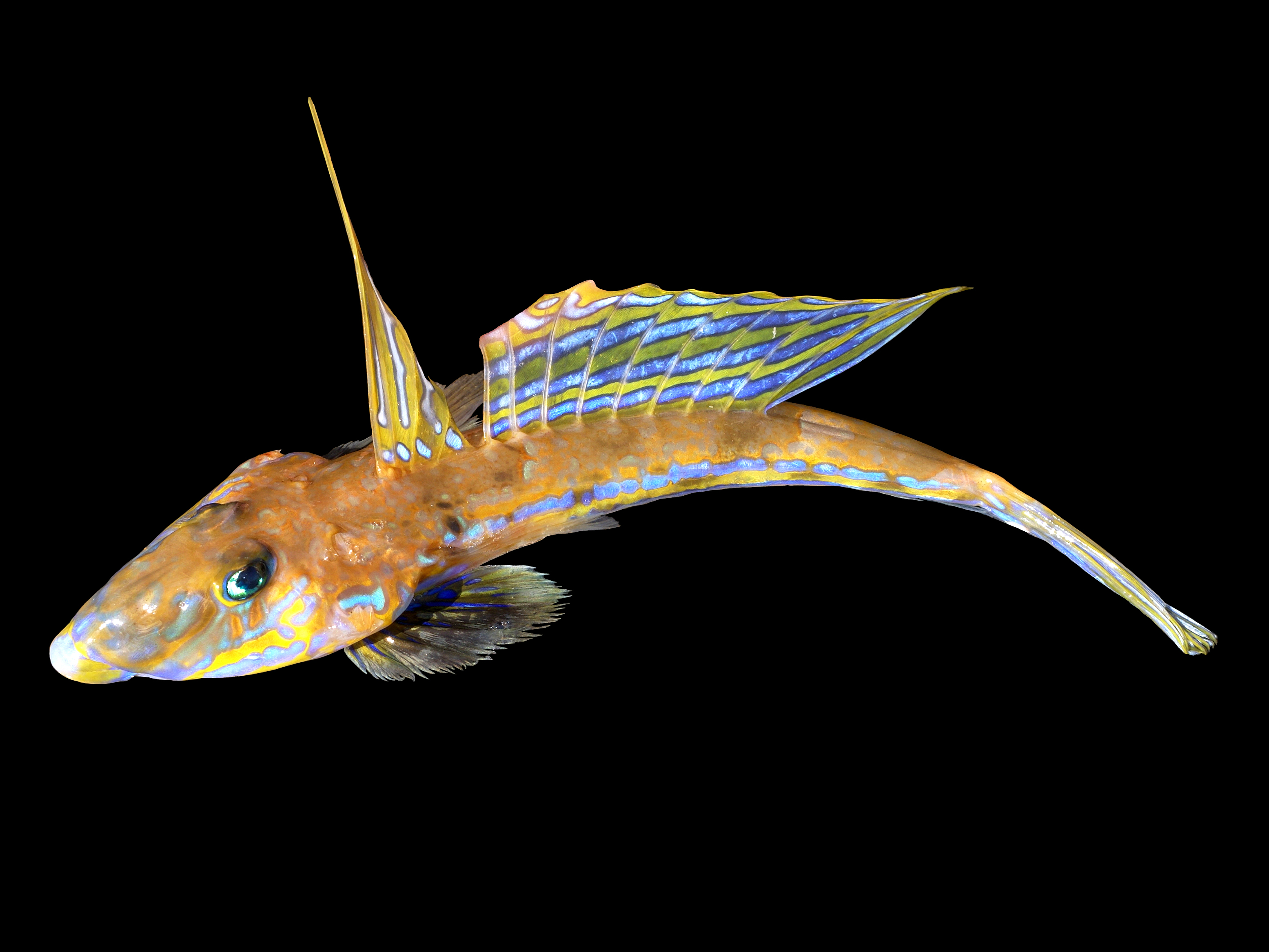
Dragó lira (Callionymus lyra)

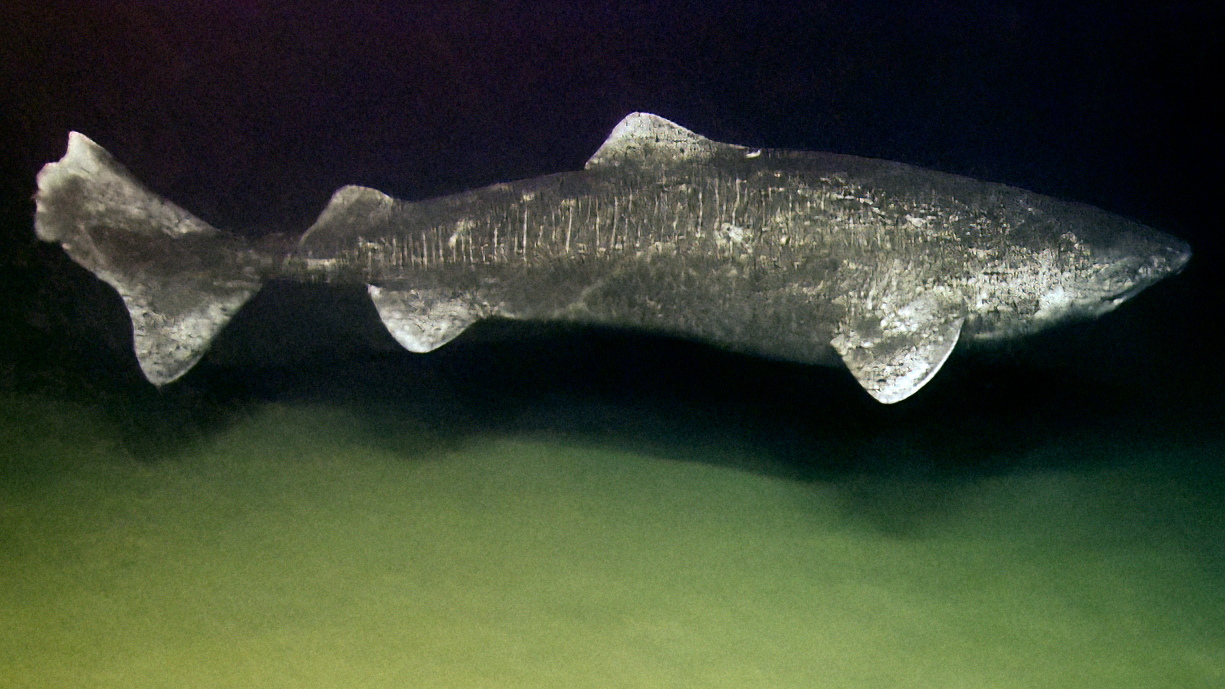
Tauró de Groenlàndia (Somniosus microcephalus)

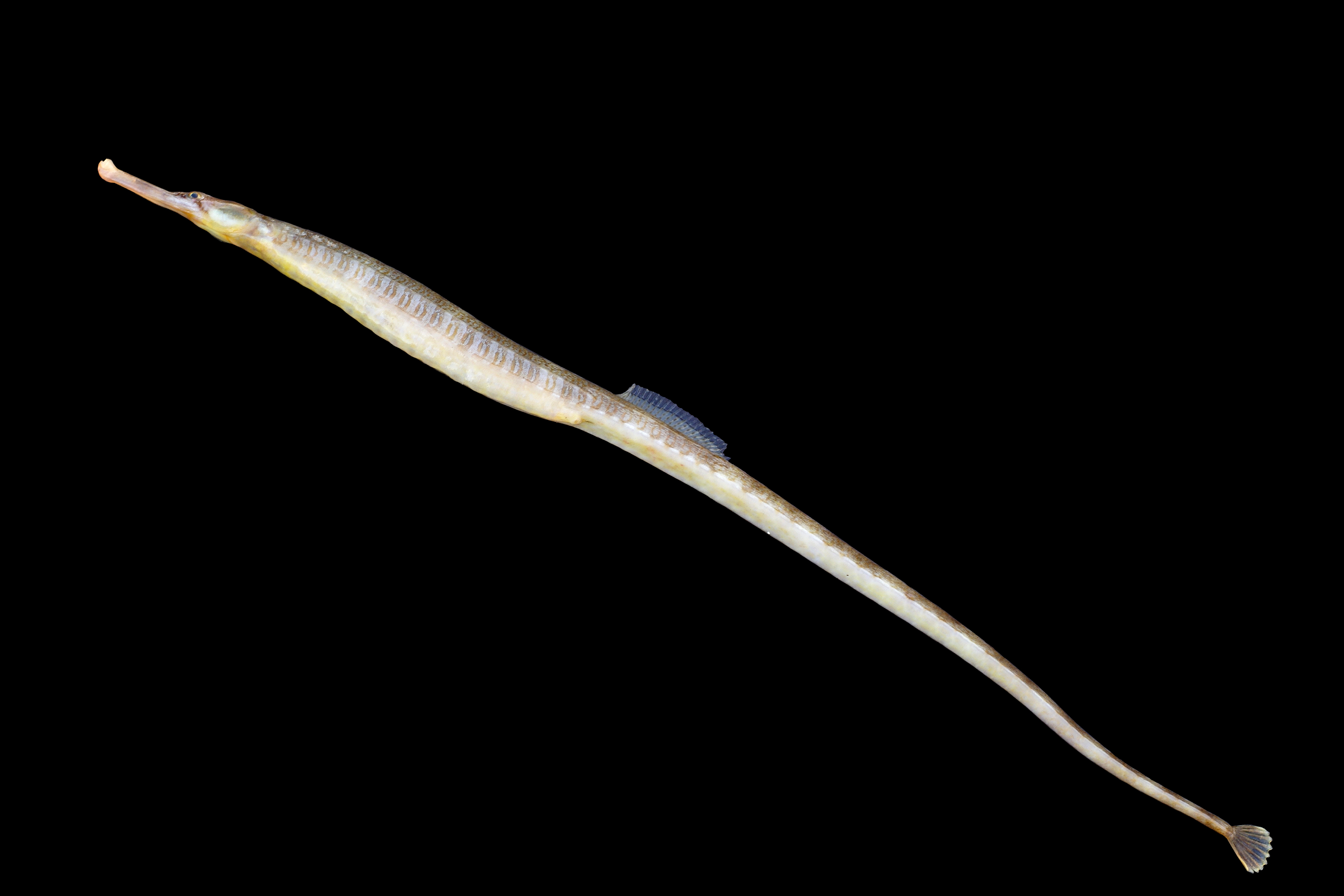
Agulleta (Syngnathus acus)

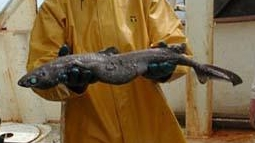
Centroscyllium fabricii

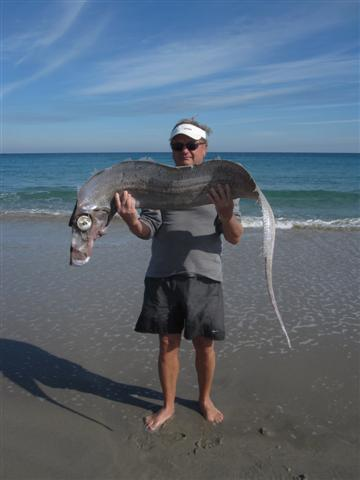
Trachipterus arcticus

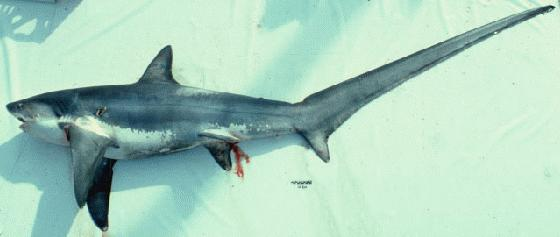
Peix guilla (Alopias vulpinus)

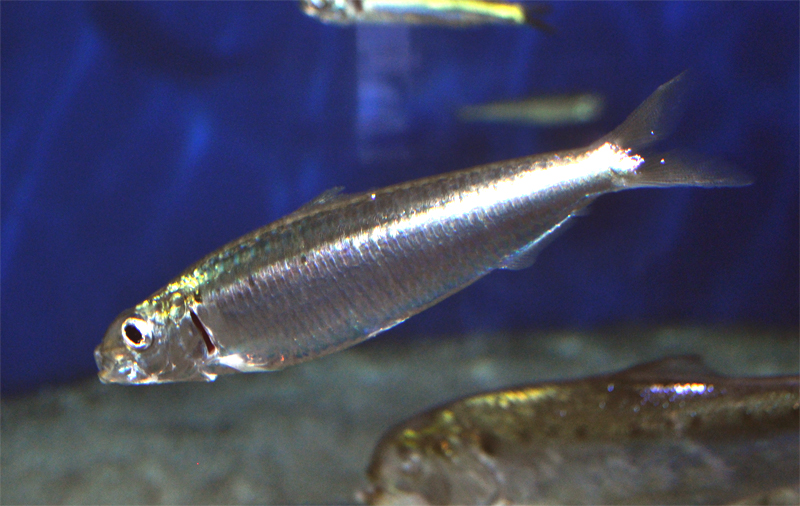
Sardina (Sardina pilchardus)

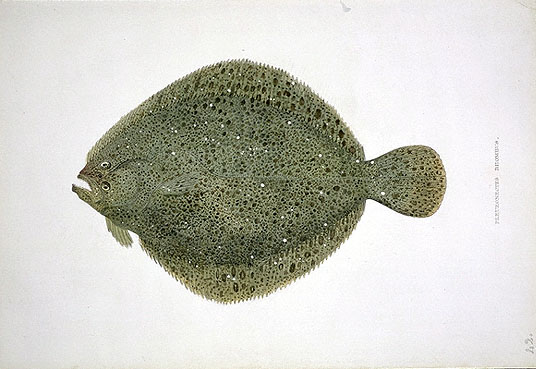
Rèmol (Scophthalmus rhombus)

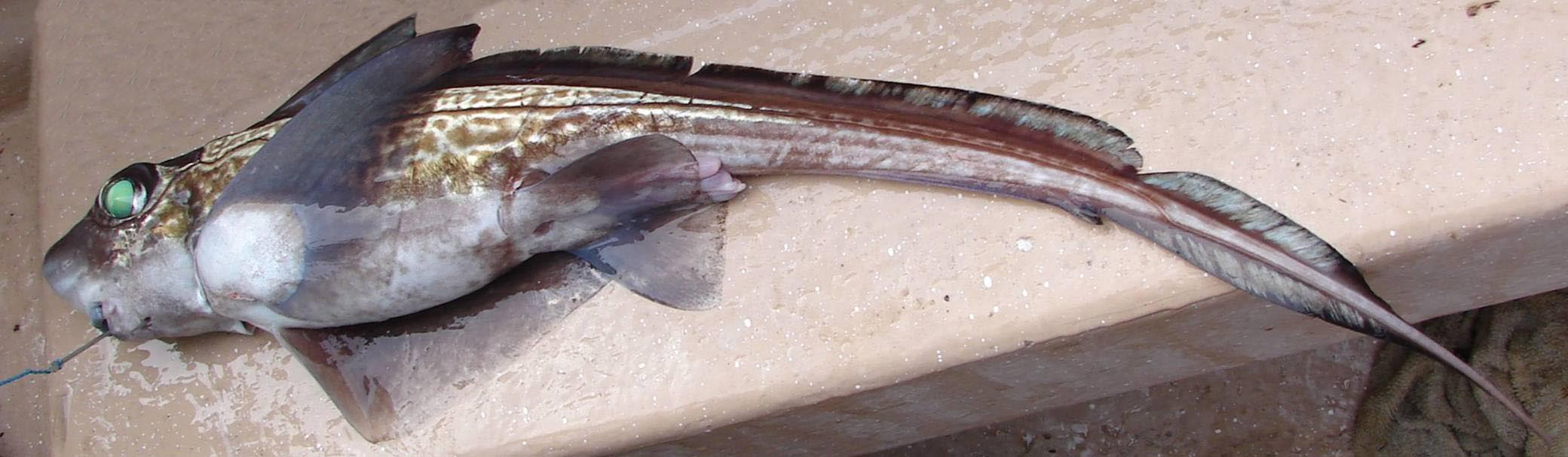
Chimaera monstrosa

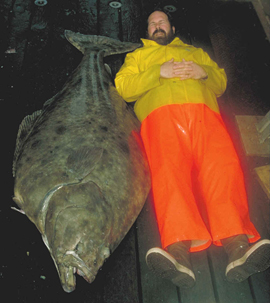
Halibut de l'Atlàntic (Hippoglossus hippoglossus)

Aquesta llista de peixos de les illes Fèroe inclou 129 espècies de peixos que es poden trobar actualment a les illes Fèroe ordenades per l'ordre alfabètic de llur nom científic.

## A
- Agonus cataphractus
- Alepisaurus ferox
- Alepocephalus bairdii
- Alopias vulpinus
- Alosa fallax
- Amblyraja hyperborea
- Amblyraja radiata
- Ammodytes marinus
- Ammodytes tobianus
- Anarhichas denticulatus
- Anarhichas lupus
- Anarhichas minor
- Anguilla anguilla
- Aphanopus carbo
- Arctozenus risso
- Argentina silus
- Argentina sphyraena
- Artediellus atlanticus

## B
- Bathylagus euryops
- Bathyraja spinicauda
- Benthosema glaciale
- Beryx decadactylus
- Brosme brosme

## C
- Callionymus lyra
- Careproctus micropus
- Careproctus reinhardti
- Centrophorus squamosus
- Centroscyllium fabricii
- Centroscymnus coelolepis
- Centroscymnus crepidater
- Cetorhinus maximus
- Chimaera monstrosa
- Chirolophis ascanii
- Ciliata mustela
- Ciliata septentrionalis
- Clupea harengus
- Coryphaenoides rupestris
- Cottunculus microps

## D
- Deania calcea
- Diplecogaster bimaculata
- Dipturus batis
- Dipturus oxyrinchus

## E
- Entelurus aequoreus
- Epigonus telescopus
- Etmopterus princeps
- Etmopterus spinax
- Eurypharynx pelecanoides

## G
- Gadus morhua
- Gaidropsarus argentatus
- Gaidropsarus macrophthalmus
- Gaidropsarus vulgaris
- Galeorhinus galeus
- Galeus melastomus
- Galeus murinus
- Glyptocephalus cynoglossus
- Gobiusculus flavescens

## H
- Halargyreus johnsonii
- Harriotta raleighana
- Hexanchus griseus
- Hippoglossus hippoglossus
- Hoplostethus atlanticus
- Hydrolagus mirabilis

## L
- Lamna nasus
- Lampanyctus macdonaldi
- Lampris guttatus
- Lamprogrammus shcherbachevi
- Lebetus scorpioides
- Lepidion eques
- Leucoraja circularis
- Leucoraja fullonica
- Liparis liparis
- Liparis montagui
- Lumpenus lampretaeformis
- Lycodes esmarkii
- Lycodes luetkenii

## M
- Macrourus berglax
- Magnisudis atlantica
- Malacoraja kreffti
- Malacoraja spinacidermis
- Mallotus villosus
- Maurolicus muelleri
- Melanogrammus aeglefinus
- Merlangius merlangus
- Micrenophrys lilljeborgii
- Micromesistius poutassou
- Microstomus kitt
- Molva dypterygia
- Molva molva
- Mora moro
- Myctophum punctatum
- Myxine glutinosa

## N
- Nesiarchus nasutus
- Nezumia aequalis
- Notacanthus bonaparte

## P
- Paralepis coregonoides
- Paraliparis bathybius
- Petromyzon marinus
- Phycis blennoides
- Pleuronectes platessa
- Pollachius pollachius
- Pollachius virens
- Poromitra nigriceps

## R
- Raja clavata
- Rajella fyllae
- Rajella lintea
- Reinhardtius hippoglossoides
- Rhinochimaera atlantica

## S
- Sagamichthys schnakenbecki
- Salmo salar
- Salvelinus faroensis
- Sardina pilchardus
- Scophthalmus rhombus
- Searsia koefoedi
- Sebastes mentella
- Sebastes norvegicus
- Sebastes viviparus
- Somniosus microcephalus
- Sprattus sprattus
- Squalus acanthias
- Stomias boa ferox
- Synaphobranchus kaupii
- Syngnathus acus
- Syngnathus typhle

## T
- Taurulus bubalis
- Trachipterus arcticus
- Triglops murrayi
- Trisopterus esmarkii

## X
- Xenodermichthys copei

## Z
- Zameus squamulosus[1]